# Roger Wolfe Kahn
Roger Wolfe Kahn (Morristown, 19 oktober 1907 - New York, 12 juli 1962) was een Amerikaanse jazzsaxofonist, componist en orkestleider.

## Biografie
Roger Wolfe Kahn was afkomstig van een uit Duitsland voortkomende Joodse bankiersfamilie. Zijn vader was de bankier Otto Hermann Kahn.
Hahn was pas zestien jaar, toen hij zijn eerste sessie leidde. Al in 1923 formeerde hij zijn eerste eigen orkest, waarmee hij in maart 1925 zijn eerste platen opnam. Kahn contracteerde voor zijn band in het bijzonder voor plaatopnamen belangrijke jazzmuzikanten uit die tijd zoals Joe Venuti, Eddie Lang, Artie Shaw, Jack Teagarden, Red Nichols, Miff Mole, Vic Berton, Gene Krupa, Dudley Fosdick en Manny Klein. Vanaf 1929 ontstonden opnamen voor Victor Records, in 1929 en 1930 voor Columbia Records en in 1932 voor Brunswick Records.
Midden jaren 1930 stopte hij met het orkest en hield hij zich bezig met de luchtvaart. Uiteindelijk werd hij in 1941 testpiloot voor de vliegtuigfirma Grumman Aircraft Engineering Corporation. In 1931 trouwde Kahn met de musical-actrice Hannah Williams. Echter na twee jaar ging het paar weer uit elkaar. Daarna trouwde Kahn met Edith May Nelson, de dochter van een politicus uit Maine. 
Bekende nummers van het Roger Wolfe Kahn Orchestra waren Hot Hot Hottentot, One Night In The Jungle, Anything You Say, Imagination, She's a Great Great Girl, Jersey Walk, The Tap Tap en Say "Yes" Today met soli van Miff Mole, Venuti en Teagarden. Bovendien werkte Kahn mee als componist aan de Broadway-revues Here's Howe (1928) en Americana (1928). Zijn bekendste compositie was het nummer Crazy Rhythm uit 1928 met (Irving Caesar, Joseph Meyer, Roger Wolfe Kahn), dat onder andere werd opgenomen door Benny Carter (Further Definitions, 1962), Harry James, Stan Kenton, Emil Mangelsdorff, Red Norvo, Art Tatum, Coleman Hawkins, Django Reinhardt, Ben Webster en vele andere swingmuzikanten en deel was van de soundtrack voor Bullets Over Broadway van Woody Allen.

## Overlijden
Roger Wolfe Kahn overleed in juli 1962 op 54-jarige leeftijd aan de gevolgen van een hartinfarct.

## Discografie
- Roger Wolfe Kahn 1925–1932 (Jazz Oracle) met Eddie Lang, Miff Mole, Artie Shaw, Vic Berton, Jack Teagarden